# Rietland

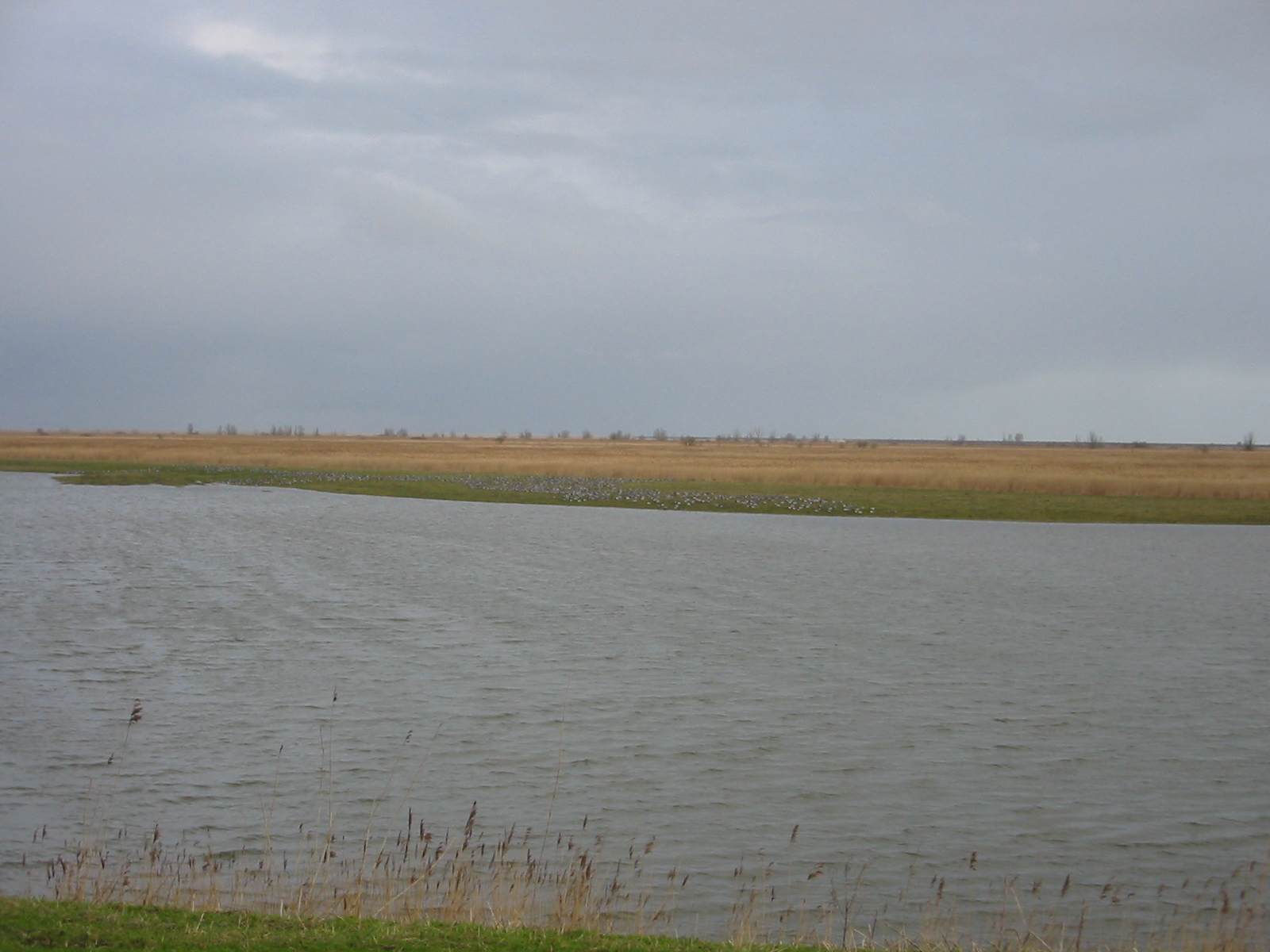
Een stuk rietland

Rietland komt voor aan de randen van open water, het is een strook waarin hoogopgaand riet domineert. Rietland is een belangrijke biotoop voor een groot aantal dieren: vogels vinden er gelegenheid om te nestelen, vissen kunnen er schuilen, vanuit het riet wordt gejaagd en zowel het riet als het zaad dienen als voedsel.
De rietlanden in de Oostvaardersplassen zijn tijdens de rui voor ganzen onontbeerlijk als rust- en foerageergebied. Voor het baardmannetje betekent het een groei in aantallen. Nadat het aantal hier groeide, zijn er nieuwe plekken gevonden waar het baardmannetje weer als broedvogel voorkomt. 
Een bijzondere vorm van rietlanden zijn rietputten waar een door mensen aangelegde of van nature ontstane poel een begrensd stuk rietland ten gevolge heeft.

## Beheer

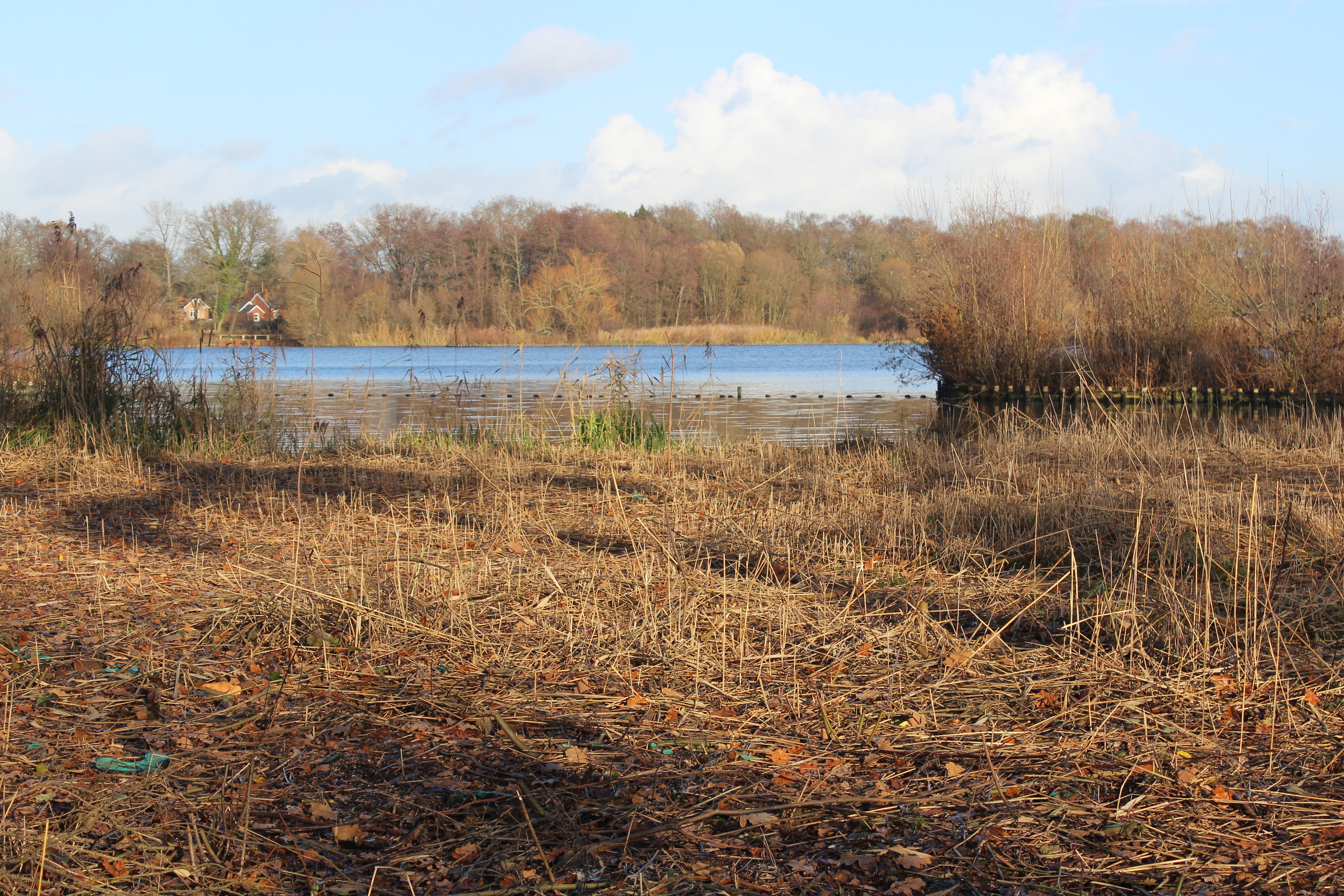
Verwijdering van bomen bij Fleet Pond (Engeland)

Rietlanden worden vaak gemaaid om te voorkomen dat er successie door bomen en struiken plaatsvindt. Het gemaaide riet wordt onder meer gebruikt voor het bedekken van daken. Door het grazen door ganzen verdwijnt het riet in de Oostvaardersplassen, maar omdat in droge jaren de plassen droogvallen, heeft het riet dan de gelegenheid om zich te herstellen.
Een maaischema van het riet van eens in de vier jaar is optimaal om successie te voorkomen. Vogels die oud riet nodig hebben, behouden zo hun biotoop en de opslag van struiken en bomen wordt onderdrukt. Het maaien vindt plaats vóór het broedseizoen, in de winter, waarbij het maaisel verwijderd wordt om de vorming van strooisel en humus tegen te gaan.
De gebruikskwaliteit van het gemaaide riet is beter wanneer er eens in de twee jaar wordt gemaaid. Bij meer maaien kunnen de planten verdwijnen, en bij minder maaien is er meer gevaar voor verlanding. Enkele wilgen in een rietland worden toegestaan om de biodiversiteit positief te beïnvloeden. Ook zorgvuldig uitgevoerde afwisselende tweejaarlijkse maaibeurten dragen bij een toename van tot de rode lijst behorende rietvogels.
De rietplanten moeten zo laag mogelijk bij de grond, maar wel boven de hoogste waterspiegel gemaaid worden. Als er water in de stoppels kan lopen, verrotten de planten, omdat de luchttoevoer naar de wortels dan wordt afgesneden. 

## Riet als zuiveringsinstrument
De groei van rietplanten heeft een sterk zuiverende werking op verontreinigd water. Rietlanden worden in Nederland en België soms als helofytenfilters toegepast. Zo wordt bijvoorbeeld de Schuiterbeek ten westen van de Gelderse plaats Putten via een rietland het Nuldernauw in geleid. Het doel er van is eutrofiëring van de randmeren tegen te gaan.